# The New Church Organ
The New Church Organ è un cortometraggio muto del 1912 diretto da Archer MacMackin.

## Produzione
Il film fu prodotto dalla Essanay Film Manufacturing Company.

## Distribuzione
Distribuito dalla General Film Company, il film - un cortometraggio a una bobina - uscì nelle sale cinematografiche statunitensi il 6 agosto 1912.